# Jaua-Sarisariñama Nemzeti Park
A Jaua-Sarisariñama Nemzeti Park Venezuela egyik nemzeti parkja. Az 1978-ban alapított, 330 000 hektáros park csak tudományos kutatók számára van nyitva, látogatása így engedélyköteles.

## Leírás
A terület Venezuela délkeleti, azon belül Bolívar állam délnyugati részén helyezkedik el a guyanai-pajzs Jaua – Maigualida nevű részében. Területén három homokkőből álló, a prekambriumból származó táblahegy emelkedik, amelyeknek a területen élő jekvana (más néven makiritare) indián népek nyelvéből származó nevük van: a Jaua-Jidi, a Sarisariñama-Jidi és a Guanacoco-Jidi. Ezeken a sokhelyütt sík, máshol barázdált felszínű, meredek falú hegyeken a világ legrégebbi kőzeteiben kialakult barlangjai, pontosabban hatalmas víznyelői találhatók: a legnagyobbak a 2300 méter magas Sarisariñama-Jidin, köztük egy olyan, amelyik lefelé harangszerű módon szélesedik, és amelynek átmérője a mélyén mintegy fél kilométer. Ez a víznyelő a világ legnagyobb térfogatú és negyedik legmélyebb ilyen jellegű képződménye: körülbelül egy 140 emeletes felhőkarcoló férne el benne.
A park területén ered a Caura, az Erebato és a Ventuari folyó, valamint a Jaua táblahegyről az El Majarano és az Adawa, a Guanacocóról a Carumu, a Sarisariñamáról pedig a Lunaracuni, a Paro és az Aresi. A területen az éghajlat meleg (a hőmérséklet 12–24 °C) és egész évben esős: mintegy 2800–3600 mm csapadék hull évente.
A park szárazföldi úton Caicara del Orinoco városából közelíthető meg Amazonas állam irányába indulva, vízi úton a Caura folyón, illetve helikopterrel.

## Élővilág
A táblahegyek teteje a meredek falak miatt rendkívül nehezen megközelíthető, ez pedig azt eredményezi, hogy a területen igen jellegzetes élővilág alakult ki, számos endémikus fajjal. Növényzete 1800–1900 méteres tengerszint feletti magasságig jellemzően ombrofil örökzöld erdő, 15–25 méter magas fákkal, dús aljnövényzettel és sok fán lakó növénnyel. Endémikus növényfajok például a Sloanca cavicola, a Sloanca jauaensis és a Piper jauaense. A magasabb részeken alacsonyabbak a növények, a víznyelők falai többnyire csupaszok, de mélyükön igen sok endémikus faj él. A folyók partvidékein nagy számban élnek pálmafélék, a mocsaras részeken pedig sok a moha, az orchidea, a bromélia, a kúszónövény és a haraszt.
Állatvilága egyelőre kevéssé ismert, néhány jellegzetes állatfaj a jaguár, a Marmosa tyleriana nevű oposszum, a Stefania riae nevű béka és a közönséges tapír.